# Carl Friedrich Kroymann

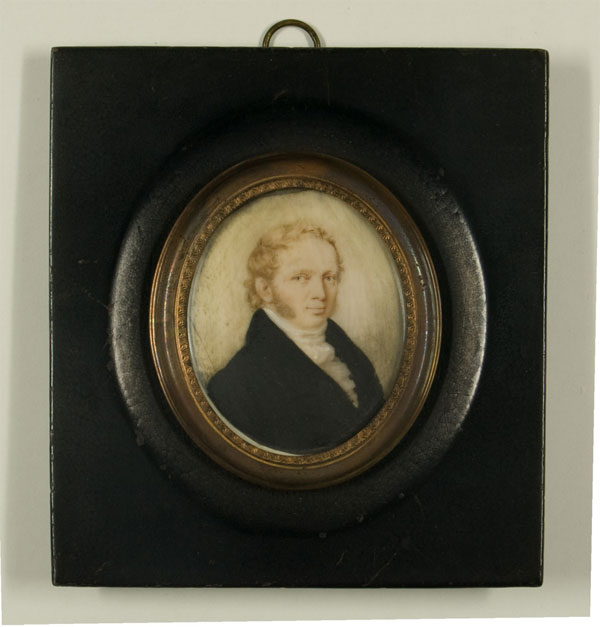
Carl Friedrich Kroymann (Selbstbildnis)

Carl Friedrich Kroymann (* 29. Oktober 1781 in Eckernförde; † 15. März 1849 [nicht 1848] in Altona) war ein deutscher Porträtmaler, Lithograf und Zeichenlehrer.

## Leben und Wirken

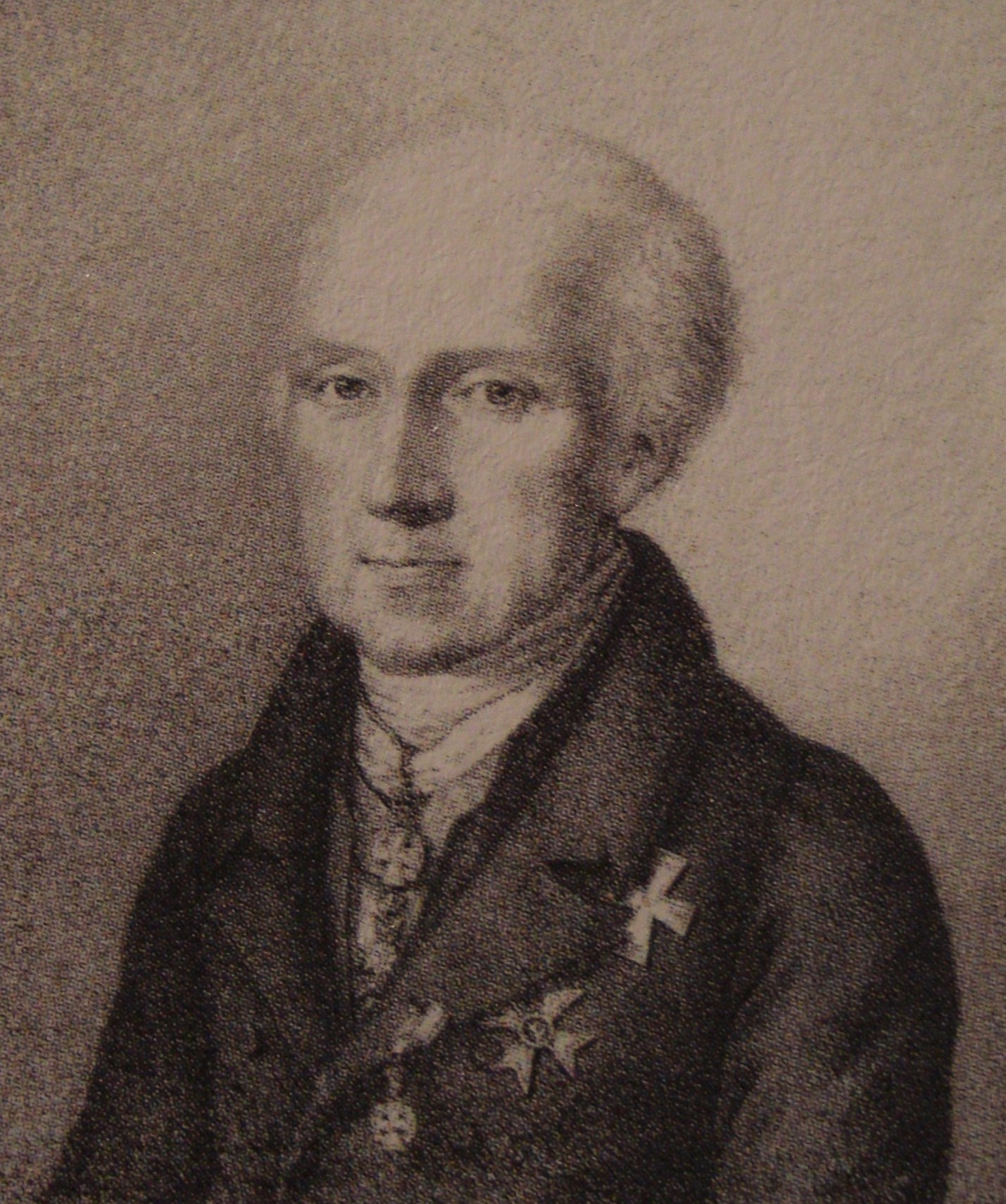
Johann Daniel Lawaetz, Lithografie von Carl Friedrich Kroymann

Kroymann war ein Sohn des Lehrers Jürgen Kroymann (1739–1820), und dessen Ehefrau Metta Christiana, geborene Wienke. Ab 1795 war er Schüler am Christianeum in Altona, an dem sein Vater Schreib- und Rechenunterricht gab. Er erlernte das Zeichnen autodidaktisch und reiste danach für mehrere Jahre, insbesondere nach Berlin und Dresden, um seine zeichnerischen Fähigkeiten zu verbessern. Spätestens ab 1802 arbeitete er als niedergelassener Zeichner in Altona. Am 7. Juli 1810 heiratete er hier Anna Margaretha Elisabeth Meyer (oder Meyn) aus Glückstadt († 28. Oktober 1829 in Altona), mit der er zwei Töchter hatte.
Ab 1813 nannte sich Kroymann selbst einen Porträtmaler. Sein Einkommen reichte offenbar nicht für den Unterhalt seiner Familie aus. Daher erteilte er Privatunterricht und half viele Jahre seinem Vater im Christianeum. Er schrieb viele Eingaben, um die Stelle seines Vaters übernehmen zu können, die er 1819 bekam. Zu seinen Schülern gehörte Louis Gurlitt. 1829 folgte er auf den verstorbenen Jes Bundsen als Zeichenlehrer.
Quellen ist zu entnehmen, dass Kroymann einige Landschaftszeichnungen und Darstellung des Hamburger Brandes erstellte. Er schuf wohl jedoch nahezu ausschließlich Porträts, die Zeitgenossen als geistreich und dem Original sehr ähnlich empfanden. Jes Bundsen bezeichnete ihn als angenehme Persönlichkeit und lobte die zeichnerischen und koloristischen Ausführungen der Porträts. Kroymann beherrsche die Maltechnik und sei ein „glücklicher Bildnismaler“ gewesen.
Kroymann gestaltete die Porträts meist als Miniaturen, mitunter jedoch auch in Form großformatiger Gemälde. Er spezialisierte sich offensichtlich auf Kreidezeichnungen und gelangte darüber zu Kreidelithografien. Johannes Biernatzki kannte offensichtlich viele dieser Kreidezeichnungen. Bei den Lithographien verwendete Kroymann zumeist eigene Entwürfe, arbeitete gelegentlich aber auch nach fremden Vorlagen. Die fertigen Werke gingen größtenteils bei der Firma Speckter in Hamburg in den Druck. Beispiele seiner Porträts sind im Altonaer Museum zu finden.
Bei seinen Ölbildern ging Kroymann, der dem Altonaer Künstlerverein angehörte, ebenfalls eher zeichnerisch als malerisch vor. Er stellte die porträtierten Personen mit ihnen typischen Merkmalen lebendig als Halbfiguren dar. Im Bereich der Lithografien gestaltete er ein besonders erwähnenswertes Porträt seines Vaters. Darüber hinaus arbeitete er mit religiösen Motiven, so Bildern von Luther, dem Christuskopf und Johannes. Das Bild „Johannes“ wirkt im Vergleich zu den Porträts allerdings leicht sentimental und weniger frisch als seine anderen Arbeiten.
Der größte Teil von Kroymanns Bildern existiert heute nicht mehr. Aus den noch bestehenden Bildern kann geschlossen werden, dass er in den 1820er Jahren den Höhepunkt seines Schaffens erreichte.